# Anastassia Komarova
Pour les articles homonymes, voir Komarova.
Anastassia Viktorovna Komarova (en russe : Анастасия Викторовна Комарова) (née Chtchebakova le 16 juin 1975 à Ijevsk) est une ancienne joueuse de volley-ball russe. Elle mesure 1,75 m et jouait au poste de passeuse.

## Clubs
| Club              | De        | À         |
| ----------------- | --------- | --------- |
| Temp Ijevsk       | 1993-1994 | 1994-1995 |
| Magia Lipetsk     | 1995-1996 | 1999-2000 |
| Stinol Lipetsk    | 2000-2001 | 2004-2005 |
| Impuls Volgodonsk | 2005-2006 | 2005-2006 |
| Stinol Lipetsk    | 2006-2007 | 2007-2008 |
| Indesit Lipetsk   | 2008-2009 | 2010-2011 |

## Palmarès
- Coupe de Russie
  - Finaliste : 2001.